# Dohrniphora castaneicoxa
Dohrniphora castaneicoxa är en tvåvingeart som beskrevs av Borgmeier 1960. Dohrniphora castaneicoxa ingår i släktet Dohrniphora och familjen puckelflugor. Inga underarter finns listade i Catalogue of Life.